# Oscar Polk
Pour les articles homonymes, voir Polk.
Oscar Polk était un acteur américain, né à Marianna (Arkansas) le 25 décembre 1899, mort à New York le 4 janvier 1949.
Au cinéma, il participe à dix films entre 1935 et 1943, dont le mythique Autant en emporte le vent en 1939.
Au théâtre, il joue à Broadway entre 1927 et 1943, dans des pièces et trois comédies musicales.

## Cinéma
(filmographie complète)
- 1935 : It's a Great Life d'Edward F. Cline
- 1936 : Les Verts Pâturages (The Green Pastures) de Marc Connelly et William Keighley
- 1937 : Underworld d'Oscar Micheaux
- 1939 : Autant en emporte le vent (Gone with the Wind) de Victor Fleming, George Cukor et Sam Wood
- 1939 : Big Town Czar d'Arthur Lubin
- 1940 : The Notorious Elinor Lee d'Oscar Micheaux
- 1941 : Birth of the Blues de Victor Schertzinger
- 1942 : Les Naufrageurs des mers du Sud (Reap the Wild Wind) de Cecil B. DeMille
- 1942 : Tondelayo (White Cargo) de Richard Thorpe
- 1943 : Un petit coin aux cieux (Cabin in the Sky) de Vincente Minnelli et Busby Berkeley

## Théâtre (à Broadway)
(pièces, sauf mention contraire)
- 1927 : The Trial of Mary Dugan, de Bayard Veiller, avec Ann Harding, Arthur Hohl, Barton MacLane
- 1929 : Cross Roads, de Martin Flavin, avec Sylvia Sidney, Franchot Tone
- 1930-1931 : Once in a Lifetime, de Moss Hart et George S. Kaufman, avec Spring Byington, Jean Dixon, Charles Halton, George S. Kaufman
- 1932 : Face the Music, comédie musicale, musique et lyrics d'Irving Berlin, livret de Moss Hart, mise en scène de George S. Kaufman, avec Mary Boland
- 1932 : Nona, de Gladys Unger, avec Russell Hicks, Millard Mitchell, Lenore Ulric
- 1933 : Face the Music, comédie musicale sus-visée (reprise)
- 1933 : Both Your Houses, de Maxwell Anderson, avec J. Edward Bromberg, Russell Collins, Jerome Cowan, Mary Philips, Joseph Sweeney
- 1933-1934 : The Pursuit of Happiness, d'Alan Child et Isabelle Louden, avec Raymond Walburn, Charles Waldron
- 1935 : Les Verts Pâturages (The Green Pastures), de (et mise en scène par) Marc Connelly, avec Edna Mae Harris (adaptation au cinéma en 1936 — voir filmographie ci-dessus —)
- 1936-1938 : Vous ne l'emporterez pas avec vous (You can't take it with you), de Moss Hart et George S. Kaufman (ce dernier également metteur en scène), avec Josephine Hull, George Tobias, Henry Travers (adaptation au cinéma en 1938)
- 1939 : Swingin' the Dream, comédie musicale d'après Le Songe d'une nuit d'été (A Midsummer Night's Dream) de William Shakespeare, musique de Jimmy Van Heusen et divers, lyrics d'Eddie DeLange et divers, livret de Gilbert Seldes et Erik Charell (ce dernier également metteur en scène), co-supervision musicale de Benny Goodman, avec Louis Armstrong, Dorothy Dandridge, Ruth Ford, Dorothy McGuire, Butterfly McQueen
- 1941 : Mr. Big, d'Arthur Sheekman et Margaret Shane, mise en scène de George S. Kaufman, avec Hume Cronyn, Fay Wray
- 1941-1942 : Sunny River, comédie musicale, musique de Sigmund Romberg, lyrics, livret et mise en scène d'Oscar Hammerstein II, costumes d'Irene Sharaff, avec Tom Ewell, Howard Freeman
- 1942 : The Walking Gentleman, de George Perkins et Fulton Oursler, avec Victor Francen
- 1943 : Dark Eyes, d'Elena Miramova et Eugenie Leontovich